# 孟加拉国历史
现代的孟加拉国建立于1971年。在孟加拉国解放战争之后，孟加拉国脱离巴基斯坦实现了独立。本地区早期历史的特征是一个接着一个的印度帝国、内部纷争和印度教和佛教为主导地位的争斗。自13世纪，伊斯兰教传入。

## 古代历史
孟加拉國起碼在兩萬年前已經有人類居住， 大概四千年前出現青銅文明。
许多在孟加拉国的考古发掘揭示了印度次大陆的北方黑色抛光陶瓷文化的证据。这个是一个铁器时代文化，开始于大约公元前700年，在公元前500至前300年达到顶峰。
在中国典籍中，孟加拉在《後汉书》作“磐啟國”；

## 中世纪初期
波罗王朝是孟加拉第一个独立的佛教王朝。
宋代赵汝适著《诸蕃志》中称为“鵬茄羅”，國都“茶那咭”；元汪大渊著《岛夷志略》作“朋加剌”；明马欢著《瀛涯胜览》作“榜葛剌”。

## 中世纪后期
伊斯兰教最早出现在孟加拉地区是7世纪。这个是由阿拉伯穆斯林商队和苏菲派传教士带来的。之后的12世纪，穆斯林征服了这一地区，这个导致伊斯兰教深深地植根于此。
1203年，第一个穆斯林统治者，突厥人，Muhammad Bakhtiyar Khalji攻占了Nadia，建立了穆斯林统治。
在16世紀早期被普什圖族的蘇爾帝國統治。
到16世纪时，孟加拉发展成为次大陆上人口最稠密、经济最发达、文化昌盛的地区。

## 莫卧儿统治时期时期
孟加拉的纳瓦布 (孟加拉语：বাংলার না) 是印度莫卧儿王朝的孟加拉苏巴的世袭统治者。18世纪初，孟加拉的纳瓦布是孟加拉、比哈尔和奥里萨三个地区事实上的独立统治者，这三个地区构成了现代的主权国家孟加拉国和印度的西孟加拉邦、比哈尔邦和奥里萨邦。 他们通常被称为孟加拉、比哈尔和奥里萨的纳瓦布（Bengal: বাংলা, বিহার উড়িষ্যার নববা）。 纳瓦布家族以穆尔西达巴德为基地，位于孟加拉、比哈尔和奥迪沙的中心位置。他们的首领，一位前首相，成为第一个纳瓦布。纳瓦布继续以莫卧儿皇帝的名义发行硬币，但就所有实际情况而言，纳瓦布作为独立的君主进行管理。孟加拉继续向德里的皇室国库贡献最大份额的资金。纳瓦布们在贾加特-赛特等银行家的支持下，成为莫卧儿宫廷的财政支柱。在18世纪，孟加拉的纳瓦布们是世界上最富有的统治者之一 。

## 殖民时期
葡萄牙人是最早的欧洲人抵达孟加拉。他们于15世纪后期来到这里。
18世纪后半叶沦为英国殖民地，为英属印度的一个省。

## 巴基斯坦

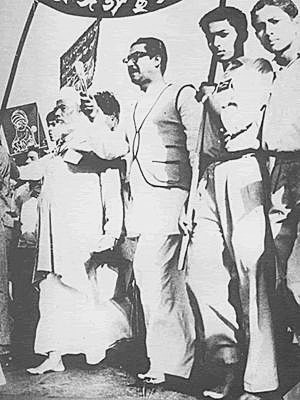
1950年代的谢赫·穆吉布·拉赫曼

1947年印巴分治，孟加拉被分割：西孟加拉归印度，东孟加拉（亦即东巴基斯坦）则根据最后一任印度总督蒙巴顿提出的蒙巴顿方案归巴基斯坦。但是，地理上的相互隔绝，民族、文化和语言的巨大差异终于使相距约2000公里东、西巴基斯坦内部矛盾走向不可调和。1948年2月23日，巴基斯坦政府宣布乌尔都语为唯一的官方语言，此举激发了以孟加拉语占绝大多数的东巴基斯坦的强烈抗议。

## 孟加拉人民共和国
1971年3月26日东巴宣布独立，西巴展开武力镇压，随后发生大规模动乱和难民潮。印度则开始筹划以战争手段支持孟加拉国独立以肢解巴基斯坦。11月21日，印军在苏联的支持下，大举进军援助东巴的独立军，第三次印巴战争爆发。12月，战争扩大到西巴基斯坦，发展成全面战争。12月7日，联合国大会以压倒多数票通过决议，要求印巴双方停火和撤军。印军仍持续大举进攻，于12月16日攻占达卡，东巴驻军无条件投降。1972年1月成立孟加拉人民共和国。巴基斯坦总统佐·阿·布托释放了被以“叛国罪”逮捕的东巴人民联盟领袖穆吉布·拉赫曼，后者就任孟加拉国第一任总统。
马来西亚和其鄰国印度尼西亚于1972年2月24日正式承认孟加拉国的独立，也是首批承认孟国的穆斯林居多国家。1999年，马来西亚首相马哈迪·莫哈末曾经访问孟加拉国，同时孟加拉国总理谢赫·哈西娜也于2000年访问马来西亚。两次访问使得两国开始进行合作，使孟加拉国劳工能够出口至马来西亚。
1981年5月30日，齐亚·拉赫曼总统在吉大港遇刺身亡，阿卜杜勒·萨塔爾出任代总统。1982年3月24日，陆军参谋长侯赛因·穆罕默德·艾尔沙德宣布实行军管，解除萨塔尔的总统职务，自任军法管制首席执行官兼武装部队总司令，后任总统。卡莉达·齐亚领导孟加拉国民族主义党同艾尔沙德政府斗争长达8年之久，1990年12月6日，艾尔沙德辞职，从此结束他九年的统治。卡莉达·齐亚在1991年大选中获胜出任总理。
2006年10月31日，非党派看守政府成立，总统亚杰丁·艾哈迈德兼任看守政府总理。2007年1月12日，法赫尔丁·艾哈迈德宣誓就任看守政府总理。
2024年，孟加拉国发生左翼领导的大规模游行示威以抗议最高法院做出的关于恢复公务员配额录取制度的决定，示威推翻了孟加拉国现任政府，总理谢赫·哈西娜·瓦吉德仓皇出逃至印度，军政府重新掌权。